# Cyrtopodion
Cyrtopodion, es un género de geckos de la familia Gekkonidae. Son nocturnos y terrestres que se encuentran en África Oriental y en Oriente Próximo y Medio. La mayoría de estos gecos son de color beige, gris o marrón, a menudo, con bandas transversales.
Este nombre viene del griego κνρτοσ , inclinado, y ποδοσ, pies, refiriéndose a sus pies curvados.

## Especies
Se reconocen las 29 siguientes según The Reptile Database:
- Cyrtopodion agamuroides (Nikolsky, 1900).
- Cyrtopodion aravallensis Gill, 1997.
- Cyrtopodion baigii Masroor, 2008.
- Cyrtopodion battalense (Khan, 1993).
- Cyrtopodion belaense Nazarov, Ananjeva & Papenfuss, 2011.
- Cyrtopodion brevipes (Blanford, 1874).
- Cyrtopodion dattanense (Khan, 1980).
- Cyrtopodion fortmunroi (Khan, 1993).
- Cyrtopodion gastrophole (Werner, 1917).
- Cyrtopodion golubevi Nazarov, Ananjeva & Rajabizadeh, 2010.
- Cyrtopodion himalayanum (Duda & Sahi, 1978).
- Cyrtopodion hormozganum Nazarov, Bondarenko & Radjabizadeh, 2012.
- Cyrtopodion indusoani (Khan, 1988).
- Cyrtopodion kachhense (Stoliczka, 1872).
- Cyrtopodion kiabii Ahmadzadeh, Flecks, Torki & Böhme, 2011.
- Cyrtopodion kirmanense (Nikolsky, 1900).
- Cyrtopodion kohsulaimanai (Khan, 1991).
- Cyrtopodion lawderanum (Stoliczka, 1871).
- Cyrtopodion mansarulus (Duda & Sahi, 1978).
- Cyrtopodion medogense (Zhao & Li, 1987).
- Cyrtopodion montiumsalsorum (Annandale, 1913).
- Cyrtopodion persepolense Nazarov, Ananjeva & Rajabizadeh, 2010.
- Cyrtopodion potoharense Khan, 2001.
- Cyrtopodion rhodocauda (Baig, 1998).
- Cyrtopodion rohtasfortai (Khan & Tasnim, 1990).
- Cyrtopodion scabrum (Heyden, 1827).
- Cyrtopodion sistanense Nazarov & Rajabizadeh, 2007.
- Cyrtopodion vindhya Patel, Thackeray, Mirza & Vyas, 2023.[2]
- Cyrtopodion watsoni (Murray, 1892).